# 岡本義政
岡本 義政（おかもと よしまさ）は江戸時代の武将、旗本。

## 生涯

### 家督相続前の状況
下野国に4,370石余りを領する旗本、岡本義保の長男として生まれる。
父義保は晩年、次男の万吉を蘆野資泰の養子にする計画を蘆野氏側から一方的に破断にされて面目を潰された事に憤り、跡継ぎとなる男児の無かった弟である岡本保真（1,000石）の娘と万吉を婚約させ、万吉に1,000石を分与して保真の家を嗣がせようとしていた。
これによって万吉を蘆野氏とほぼ同等の2,000石の江戸詰の旗本として蘆野氏を見返そうという計画で、これを保真も了解し、幕府への分地願いも出したが、それが受理される前の寛永18年（1641年）12月29日、義保が没し、この話はいったん延期となる。

### 苦悩
しかし、跡を継いだ義政は既に石高以上に多い家臣団を抱えていて苦しい財政事情であった岡本氏が1,000石も分与することは破綻に繋がりかねず、この計画には反対しており、改めて分地願いを出すことはなく遅延し続けた。
やがて義政は密かに叔父の保真を暗殺する事によって万吉の養子縁組や分地願いの幕府への提出などを破断に持ち込む計画を立てたのであった。

### 叔父暗殺
義政は、自分が領地に帰っているときに事件が起きると幕府から疑われるため、自分が江戸詰のときに家来を泉城に送り込み、事件を装い、保真を殺害しようとした。密命を帯びた浅間主税と花山十太夫は最初は実行に躊躇するが、江戸表からの再三の催促により、正保元年（1644年）3月10日、那須野に鷹狩りに出ていた保真を奥方様が用事があると泉城に来ていると偽り、泉城にやってきた保真を城内にて喧嘩を装い殺害し、浅間と花山はそのまま逐電。保真の遺骸は証拠隠滅のために即日葬られた。
だが、保真方の遺族に面会の暇すら与えずに保真の遺体を処理したことはかえって義政への疑いを抱かせる事となった。

### 泉騒動
暗殺から数ヶ月後、保真の不可解な死を義政の犯行であると見抜いた保真の義兄である千本長勝が幕府に「保真は謀略によって殺された」と訴えた。これに対して義政も「長勝と福原資盛（長勝の従兄弟）の陰事である」と反論し、泉騒動は幕府評定所にて審議されることになった（泉騒動）。
当初は、義政の弁舌が長け義政優位で審議は進められていったが、審議の最中の7月10日に、幕府の大老土井利勝が没し、これにより幕府はこの事件に構っていられる状態ではなくなり、9月2日、喧嘩両成敗とばかりに岡本家と訴訟を起こした千本家の両家に改易、福原資盛に蟄居処分を言い渡し、また義政を九州久留米藩にお預けとして、裁判の幕引きを計った。
ただ、後に福原資盛は蟄居を解かれ、千本長勝も蔵米500俵で旗本に返り咲く一方で、義政に再び領が与えられることはなく義政方にのみ罰が下された形となった。

### 改易後
正保元年（1644年）9月19日、幕府上使小倉忠右衛門と石川弥左衛門に泉城が明け渡され、岡本家は改易。岡本家の家臣のうち、54人が武士を捨て帰農することになった。義政は、27年間久留米藩に預けられたのちに寛文11年（1671年）に妻方の実家である大田原氏の口添えでようやく赦免となり、江戸の上野広小路の屋敷を買い住み、元禄4年（1691年）5月6日に没し、寛永寺の現龍院に葬られた。
没年齢については諸説あり。

## 参考資料
- 断家譜
- 正保録
- 矢板市史編集委員会編 『矢板市史』矢板市、1981年。
- 『堀江記、岡本記』（矢板市郷土文化研究会）